# Cyprinella lutrensis
Cyprinella lutrensis (Baird & Girard, 1853), conosciuto nei luoghi d'origine come Red shiner ("bagliore rosso") è un pesce d'acqua dolce appartenente alla famiglia Cyprinidae. Raggiunge i 3 anni di età.

## Distribuzione e habitat
Questa specie è originaria del bacino idrografico del fiume Mississippi, ma è largamente diffusa in quasi tutte le acque dolci degli Stati Uniti d'America e del Messico settentrionale. Abita acque calme, anche fangose e limacciose di stagni, laghi, fiumi, insenature, torrenti e ruscelli.

## Alimentazione
Si nutre di alghe e insetti terrestri e acquatici.